# 10 Pułk Huzarów Cesarstwa Austriackiego
10 Pułk Huzarów – pułk huzarów Armii Cesarstwa Austriackiego.
Okręg poboru: Koszyce (Kaschau).

## Wcześniejsza nomenklatura
- 1769: 35 Pułk Kawalerii
- 1780: 29 Pułk Kawalerii
- 1789: 35 Pułk Kawalerii
- 1798: 10 Pułk Huzarów

## Garnizony

### Przed powstaniem Cesarstwa
- 1779-1787: Tarnopol
- 1790-1792: Tarnopol
- 1798-1799: Cieszyn
- 1801: Werschetz
- 1803-1804: Újpécs

### Po powstaniu Cesarstwa
- 1804-1805: Újpécs
- 1806: Saatz
- 1807: Ungarisch-Brod
- 1808-1809: Wiedeń
- 1810: Újpécs
- 1811: Veszprém
- 1813: Újpécs
- 1814-1815: Mediolan
- 1815-1818: Enisheim (Alzacja)